# مارسل هیلر
مارسل هیلر (انگلیسی: Marcel Hillaire؛ ۲۳ آوریل ۱۹۰۸ – ۱ ژانویهٔ ۱۹۸۸) بازیگر آلمانی‌الاصل اهل ایالات متحده آمریکا بود. وی نوهٔ فردیناند هیلر بود.
از فیلم‌ها یا برنامه‌های تلویزیونی که وی در آن نقش داشته است، می‌توان به سابرینا، پول را بردار و فرار کن و چهار سوار سرنوشت اشاره کرد.